# 306
306是305與307之間的自然數。

## 在數學中
- 合數，正因數有1、2、3、6、9、17、18、34、51、102、153和306。
質因數分解為{\displaystyle 2\times 3^{2}\times 17}。
- 第71個過剩數，真因數和為396，盈度為90。前一個為304、下一個為308。
  - 第72個半完全數，和為本身的其中一組因數為1、 6、 9、 17、 18、 102、 153。前一個為304、下一個為308。
- 第18個普洛尼克數，為17與18的乘積。前一個為272、下一個為342。
- 第85個十进制的哈沙德數。前一個為300、下一個為308。
- 十进制的奢侈數。
- 第24個不可及數。前一個為304、下一個為322。
- 半完全數：306=51+102+153
- 普洛尼克數（{\displaystyle 306=17\times 18}）

## 在人類文化中
- 瑞士航空306號班機空難
- 遠東航空306號班機
- 306國道是在中國的一條國道，全程497公里
- 星官是中國古代對恆星進行分組的方式，共有306個星官
- 美國阿拉巴馬州長531公里，寬306公里
- 新竹縣關西鎮的郵遞區號為306

## 在科學中
- 三氯化鐵的熔點為306°C

## 在天文中
- NGC 306 是杜鵑座的一個帶有星雲狀物質的星團

## 在其他領域中
- 西元306年和前306年
- 紅海的最大寬度為306公里